# Bogoslovka (Vorónej)
|  | Per a altres significats, vegeu «Bogoslovka». |

Bogoslovka (en rus: Богословка) és un poble de l'óblast de Vorónej, a Rússia, segons el cens del 2010 tenia 95 habitants.